# Стража! Стража!
«Стража! Стража!» (англ. Guards! Guards!) — сатирическое фэнтези английского писателя Терри Пратчетта, написано в 1989 году.
Восьмая книга из цикла «Плоский мир», первая книга подцикла о  Страже.
Номинировалась на Locus’90.

## Сюжет
Моркоу Железобетонссон — человек, воспитанный гномами. Приёмные родители нашли его на обочине дороги, он был единственным, кто выжил после нападения разбойников. Когда Моркоу достиг совершеннолетия, родители решили, что пора отправить его к людям. Лосняга, единственный человек, регулярно появляющийся в гномьем поселении, посоветовал отдать юношу на службу в Городскую Стражу Анк-Морпорка, где когда-то служил прапрадед Лосняги.
Но гномы не знали, что с тех времён Городская Стража успела прийти в полный упадок. Лорд Витинари легализовал Гильдию Воров, при этом воры из Гильдии взяли на себя предотвращение воровства «без лицензии». Таким образом, город в целом выиграл, но Городская Стража оказалась никому не нужна. Постепенно личный состав Стражи сократился до трёх человек, работающих в ночную смену. Оставшиеся стражники боялись связываться с бандитами, превосходившими их числом и силой, и старались их «не замечать». Такое положение дел привело главу Стражи капитана Ваймса к отчаянию и алкоголизму.
В городе существовало множество тайных обществ, стремящихся свергнуть патриция Витинари. Верховный Старший Наставник одного из них придумал неординарный план — с помощью магии призвать в город управляемого дракона, инсценировать поединок дракона с «только что обнаруженным последним законным наследником королевского престола» и сделать «наследника» формальным правителем. Несколько раз членам общества удавалось вызвать дракона на короткое время. Дракон успевал спалить несколько человек или мелкую лавку, а потом исчезал, оставляя пепел и отпечатки следов.
Моркоу стал первым за долгое время добровольцем, желающим служить в Страже, что очень удивило как самих стражников, так и весь город. В первый же день службы Моркоу арестовал главу Гильдии Воров по обвинению в воровстве. Более опытные и умудрённые жизнью коллеги Моркоу открыли ему глаза на правила игры в Анк-Морпорке. Как ни странно, это не привело ни к коррумпированию Моркоу, ни к потере энтузиазма. В дальнейшем Моркоу действовал строго по правилам, но тем не менее сумел напомнить городу понятие «власть закона». Моркоу добивался своего вежливым убеждением, а если это не действовало — вступал в драки, из которых всегда выходил победителем.
Невзирая на указание Витинари забыть о следах дракона, капитан Ваймс начинает собственное расследование. Он решил посоветоваться с крупнейшим в городе специалистом по разведению мелких болотных дракончиков — Сибиллой Овнец. У леди Сибиллы завязываются дружеские отношения со Стражей, одного дракончика из её питомника (не годного на разведение уродца с короткими крыльями) поселяют в штаб-квартире Стражи.
План Верховного Старшего Наставника удался — в нужный момент юноша, изображавший наследника престола, взмахнул бутафорским мечом, и дракон растворился в воздухе. Витинари посадили в темницу. Но оказалось, что вызванный Наставником дракон вышел из-под контроля и через короткое время материализовался в городе сам по себе. Дракон спалил «наследника», занял дворец и через секретаря патриция стал требовать дани в виде сокровищ и человеческих жертв. Любая попытка восстания против дракона кончалась сжиганием смельчаков на месте.
Ваймс догадывается, что дракона призвал секретарь патриция Волч Воунз. Ваймс идёт к нему с обвинением, в результате Ваймса бросают в ту же темницу, что и патриция. Из тюрьмы его освобождает библиотекарь Незримого Университета, проследивший за кражей книги «О призывании драконов» с помощью перемещения во времени, доступного только настоящим библиотекарям (через «Б-пространство»).
Первой жертвой дракону должна была стать самая высокородная девственница города, которой оказалась Сибилла Овнец. Ваймс в последний момент спасает её. Одновременно другие стражники пытаются застрелить дракона из лука, попав в уязвимое место, но это у них не получается. Город спасает уродливый болотный дракончик Эррол. Он взлетает необычным способом — на фонтане пламени, ради которого он перестроил всю свою пищеварительную систему. Сначала кажется, что Эррол сражается с большим драконом, причём тот, будучи менее маневренным, врезался в здание и упал. Жители города собрались коллективно добить его, но стражники арестовывают дракона по всем правилам. Эррол вновь подлетает к нему, и тут становится заметно, что между драконами происходит не сражение, а ритуал ухаживания. Большой дракон оказался самкой. Оба дракона улетают с Диска, люди их больше не интересуют.
Патриций вновь становится правителем города. Воунз погибает, упав с высоты после того, как Моркоу бросил в него книгой «Законы и Пастановления городов Анка и Морпорка».
После спасения города от дракона Стража начала постепенно восстанавливать свой авторитет, о чём подробно рассказано в следующих романах подцикла.
В книге несколько раз появляются намёки на то, что Моркоу, вероятно, сам является настоящим наследником престола (в частности, у него есть отличный старинный меч и родимое пятно в форме короны), но Моркоу отказывается как-либо комментировать эти предположения.

## Главные герои
- Моркоу Железобетонссон — человек, воспитанный гномами, поступивший в Ночную Стражу Анк-Морпорка по велению долга.
- Сэмюэль Ваймс — старший офицер Ночной стражи, имеющий серьёзные проблемы с алкоголем.
- Хэвлок Витинари — патриций Анк-Морпорка.
- Волч Воунз — секретарь патриция.
- Фред Колон — сержант Ночной Стражи. Толстый, добродушный и не блещущий интеллектом человек.
- Шнобби Шноббс — капрал Ночной Стражи, есть документы, подтверждающие, что он человек, хотя большинство считает их поддельными.
- Сибилла Овнец — богатая старая дева, целиком посвятившая себя разведению драконов и не любящая появляться на людях. Крупная, добрая и смелая женщина.
- Дракон

## Адаптации
По книге был сделан многосерийный радиосериал для BBC Radio 4, нарисован комикс и поставлена пьеса.